# Solero
Solero és un municipi al territori de la província d'Alessandria, a la regió del Piemont, (Itàlia). Solero limita amb els municipis d'Alessandria, Felizzano, Oviglio i Quargnento.